# Turoni

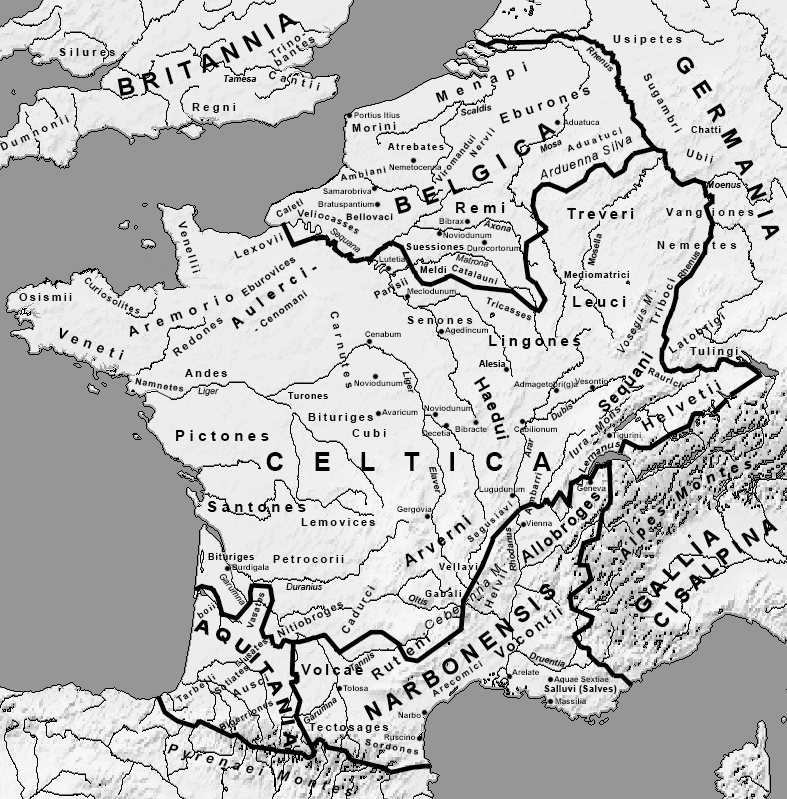
Harta popoarelor galice și locația Turones.

Turonii, cunoscuți și sub numele de turonieni, sunt un popor galic.
Ei ocupau regiunea Touraine, de unde provine numele, în special departamentul Indre-et-Loire, o parte din departamentul Indre și marginea nordică a departamentului Vienne. Fostul lor centru administrativ, sub dominația romană, era Caesarodunum, azi Tours. Oppidumul lor principal înainte de cucerire era foarte probabil cel de la Amboise · , care ocupă o suprafață de 50 de hectare.
Cetatea Turonilor beneficia de un statut de cetate liberă, așa cum o dovedește inscripția vizibilă în fundațiile incintei, în subsolul Muzeului de Arte Frumoase din Tours: "CIVITAS TURONORUM LIBERA".

## Etimologie
Etimologia numelui lor nu este sigură. Este vorba despre un etnonim galic derivat în -no-, la fel ca și Morini (pe mor- „mare”), Santoni sau Ruteni · , cu un prim element obscur poate fi *turo- / *tullo- „fort, umflat” și numele lor ar putea fi tradus ca „cei care sunt umflați (de furie / de furie războinică)”. O altă traducere posibilă ar fi „cei care se întorc” sau „cei care se schimbă”. De la etnonimul lor provin numele actuale ale Touraine și al orașului Tours.

## Istorie

### Cunoașterea dificilă a unui popor din protoistorie
La fel ca și în cazul altor popoare galice, este dificil să cunoaștem istoria lor înainte de cucerirea romană, din cauza lipsei unei tradiții literare. Cazul Turonilor este chiar mai dificil, fiind umbriți de importanța istorică a vecinilor lor, Bituriges Cubi. Totuși, dacă observăm că în secolul al V-lea î.Hr., Biturigii sunt cea mai vestică expresie a culturii halstattiene a principatelor celtice, poporul situat pe teritoriul Turonilor, poziționat geografic și mai la vest, nu face parte din această zonă culturală.
Este posibil ca ei să fie etnic înrudiți cu triburile germanice din cultura arheologică cunoscută sub numele de „Grupul Rin-Weser”, care include, de exemplu, Tencteri sau Cherusci. Cu toate acestea, ei s-ar fi separat timpuriu de aceștia în secolul al V-lea î.Hr. De asemenea, conform lui Ptolemeu, există un popor germanic numit Turones (în greacă: Τουρονοι), în Turingia.
Astfel, Turonii istorici din Galia ar putea fi un popor rezultat din amestecul dintre acești migranți și populația celtică autohtonă de pe malurile Loarei.

### Intrarea Turonilor în istorie

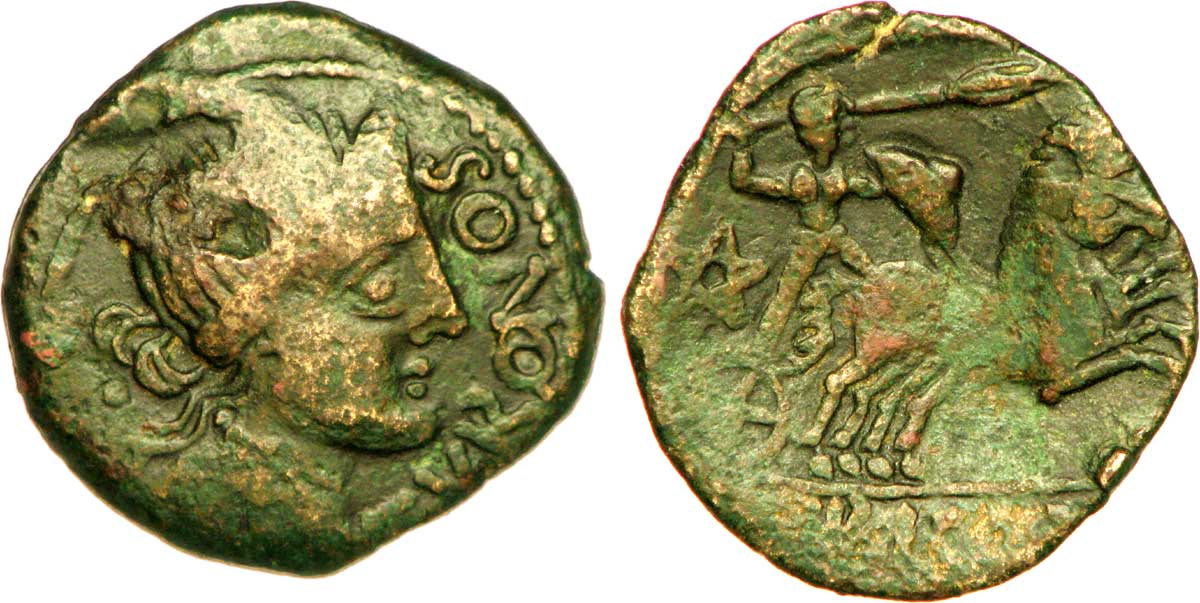
Bigă pe o monedă a turonilor (Data: 80-50 î.Hr.)

Turonii apar în istorie, ca majoritatea popoarelor galice, în timpul Războielor Galilor, când, începând cu anul 57 î.Hr., Iulius Cezar își aduce trupele să-și petreacă iarna în teritoriul lor, datorită proximității lor geografice cu popoarele belgice și armoricane, pe care tocmai le combătuse.
În anul 52 î.Hr., conform lui Cezar, ei s-au răsculat încă de la începutul anului și s-au alăturat lui Vercingetorix în rebeliune. Ca urmare, este posibil să fi participat la asediul de la Avaricum. În timpul asediului de la Alesia, ei au furnizat 8.000 de oameni pentru armata de întăriri, la fel de mulți ca și Parisii, Helveții și Pictavii vecini. După bătălie, ei nu au fost incluși în măsurile de clemență ale lui Cezar, iar turonii capturați au fost redusi în robie și deportați în Italia. Ulterior, în iarna anilor 51-50 î.Hr., două legiuni și-au stabilit tabăra în nordul teritoriului lor, pentru a bloca militar triburile din Armorica și pentru a descuraja orice tentativă de revoltă.

### După cucerire
Strabon nu îi menționează în Geografia sa. În schimb, Plinius cel Bătrân îi menționează, indicând că sunt liberi și nu sunt supuși tributului.
Ei se răscoală totuși sub domnia lui Tiberius, alături de Andecavi, în preludiu la revolta lui Sacrovir. Vor fi înfrânți militar de către armata romană asistată de trupe auxiliare galice, printre care probabil și Alia Gallorum Indiana, trupa treveriană a lui Julius Indus.

## Teritoriul Turonilor

### Întinderea și limitele

Contururile presupuse ale regiunii Turonilor (') comparate cu cele ale departamentului Indre-et-Loire (')

Teritoriul Turonilor acoperă în principal departamentul Indre-et-Loire. Cu toate acestea, în comparație cu dioceza medievală de la Tours, care la rândul său provine din civitas-ul galoroman, aceasta pare să se fi deplasat spre vest în urma redistribuirilor din timpul Revoluției Franceze. De aceea, mici porțiuni din departamentele Indre și Vienne sunt de asemenea incluse în aceasta.
Popoarele vecine ale teritoriului Turonilor sunt Carnuții la nord-est, Bituriges Cubii la sud-est, Pictavii la sud, Andecavi și Aulerci Cenomani respectiv la vest și la nord.
Frontierele sunt indicate de diferiți marcatori. Anumite toponime bazate pe termenii latini "fines" sau "Vastus", precum și cei celtici "Randa" și derivatele sale "Equoranda", "Camaranda" și "Nicoranda", sunt buni indicatori ai limitelor unui civitas. Astfel, Ingrandes-de-Touraine marchează frontiera cu Andecavii, Ingrandes, în Vienne, arată limita cu Pictonii, iar la Yzeures-sur-Creuse, un toponim "Cirande" confirmă această frontieră sudică. Alte toponime derivate din "Equoranda" și "Fines" permit plasarea frontierei nordice a teritoriului Turonilor în apropierea râului Dême, un afluent al Loirului. Vechea pădure Gastines, din care astăzi au rămas doar câteva masive fragmentate, a marcat de asemenea această frontieră nordică, între Turoni și Aulerques Cenomani. Numele localității tourangelle Les Hermites indică de asemenea o zonă neutră care separă cele două civitas galo-romane.
Câteva surse antice permit să precizeze încă această traiectorie. Astfel, Sulpicius Severus, în cartea a II-a a dialogurilor sale, indică clar că limita dintre Turoni și Bituriges Cubi trece în apropierea localității Claudiomagus, în prezent Clion din Indre.

### Centre urbane
Caesarodunum: Capitala Turonilor, fondată după cucerirea romană (Războaiele Galice), posibil în timpul reorganizărilor administrative orchestrate de Marcus Vipsanius Agrippa sub autoritatea lui Octavianus Augustus în jurul anului -30 î.Hr. Locul fondării orașului a fost însă, între anii 180 și 130 î.Hr., locația unei așezări galice a cărei importanță nu poate fi precisată. Numele orașului roman se traduce ca "fortăreața lui Cezar", "Cezar" referindu-se fie la cuceritorul Galiei, fie la succesorul său, Octavianus Augustus. Cu toate acestea, în perioada târzie a Imperiului Roman, orașul va reveni la numele poporului căruia îi este capitală, devenind în cele din urmă orașul Tours.
Oppidum Châteliers : situat în Amboise, în apropierea castelului, pe platoul Châteliers. Acest oppidum acoperă aproximativ cincizeci de hectare. Dotat cu două linii de ziduri, oppidum-ul Châteliers pare să fi fost ocupat în special începând din perioada La Tène (70-30 î.Hr.) și perioada augusteană. După cucerirea romană, orașul coboară de-a lungul malurilor Loarei. Este numit atunci Ambatia sau Ambacia. Nu se știe dacă acest nume era și numele oppidum-ului, dar etimologia sa galică face acest lucru probabil. Oppidum-ul a furnizat în special o statuetă de 40 cm înălțime reprezentând un personaj așezat în poziție de lotus, purtând un colier la gât, ținând în mână un al doilea și având un animal pe genunchi.
Oppidum Fondettes, cunoscut și sub numele de oppidumul Montboyau, se află pe teritoriul comunei Fondettes. Această așezare ocupa aproximativ zece hectare, fiind apărată de un zid masiv. Un pod antic trecea la poalele oppidumului, la confluența dintre Loara și Choisille.
Oppidum Rochecorbon, cunoscut și sub numele de „Oppidumul Château-Chevrier”, după numele platoului pe care se află șa cu barajul la Rochecorbon. Oppidumul măsoară 15 hectare și este apărat pe o parte de un zid murus gallicus urmat de un șanț. Descoperitorul sitului în 1871 menționează existența unui castrum în cadrul așezării. Acest lucru corespunde unei terase artificiale de aproximativ 1 hectar, dar legătura sa cu oppidumul nu este demonstrată.
Oppidumul Deux-Manses, situat la Sainte-Maure-de-Touraine, acoperă aproximativ zece hectare. În comparație cu alte oppidum recunoscute pe teritoriul Turonilor, oppidumul Deux-Manses se distinge prin locația sa, deoarece este singurul care nu se află pe malul Loarei. Cu toate acestea, această caracteristică ar fi împărtășită dacă siturile de la Chinon și Betz-le-Château ar fi confirmate.